# Bieno
Bieno là một đô thị ở tỉnh Trento ở vùng Trentino-Alto Adige/Südtirol của Ý, tọa lạc cách 35 km về phía đông của Trento. Tại thời điểm ngày 31 tháng 12 năm 2004, đô thị này có dân số 447 người và diện tích là 11,7 km².
Bieno giáp các đô thị: Pieve Tesino, Scurelle, và Strigno.